# Wilcox Lake
Wilcox Lake är en sjö i den kanadensiska provinsen Ontario.   Den ligger i York Region, i den sydöstra delen av landet, 300 km sydväst om huvudstaden Ottawa. Arean är 0,57 kvadratkilometer. Den sträcker sig 0,7 kilometer i nord-sydlig riktning, och 1,1 kilometer i öst-västlig riktning.